# 河口陽一

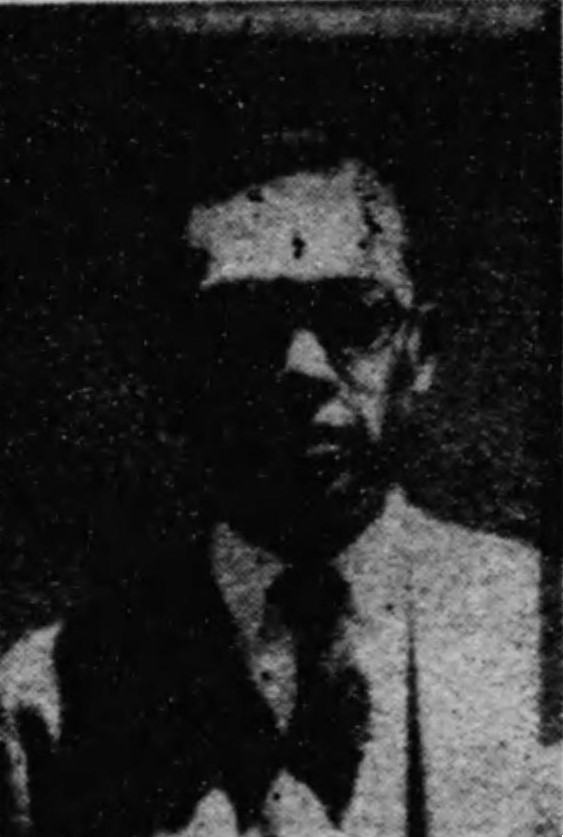
河口陽一

河口 陽一（かわぐち よういち、1906年3月30日 - 1978年9月16日）は、日本の政治家。参議院議員（1期）、衆議院議員（2期）。

## 経歴
1926年に永山高等国民学校卒業。1947年の総選挙に北海道2区から日本農民党公認で出馬して初当選。その後農民新党→農民協同党→改進党と籍を移しながら衆院議員2期、農民協同党では書記長・改進党では組織委員長を務めた。
1952年の総選挙で落選。翌1953年の総選挙・右派社会党公認で出馬した1955年の総選挙でも落選に終わり、一時は政界を離れてホクレン農業協同組合連合会会長を務める。
1968年の参院選で北海道選挙区から自由民主党公認で出馬・当選して16年ぶりに政界復帰。参議院農林水産委員長を歴任するが、再選を目指した1974年の参院選では中川一郎系の道議会議員だった高橋辰夫が造反で立候補したため同じ自民党公認だった西田信一ともども落選に終わった。
1976年春の叙勲で勲二等瑞宝章受章。
1978年9月16日死去、72歳。死没日をもって従四位に叙される。